# 諏訪大社七不思議

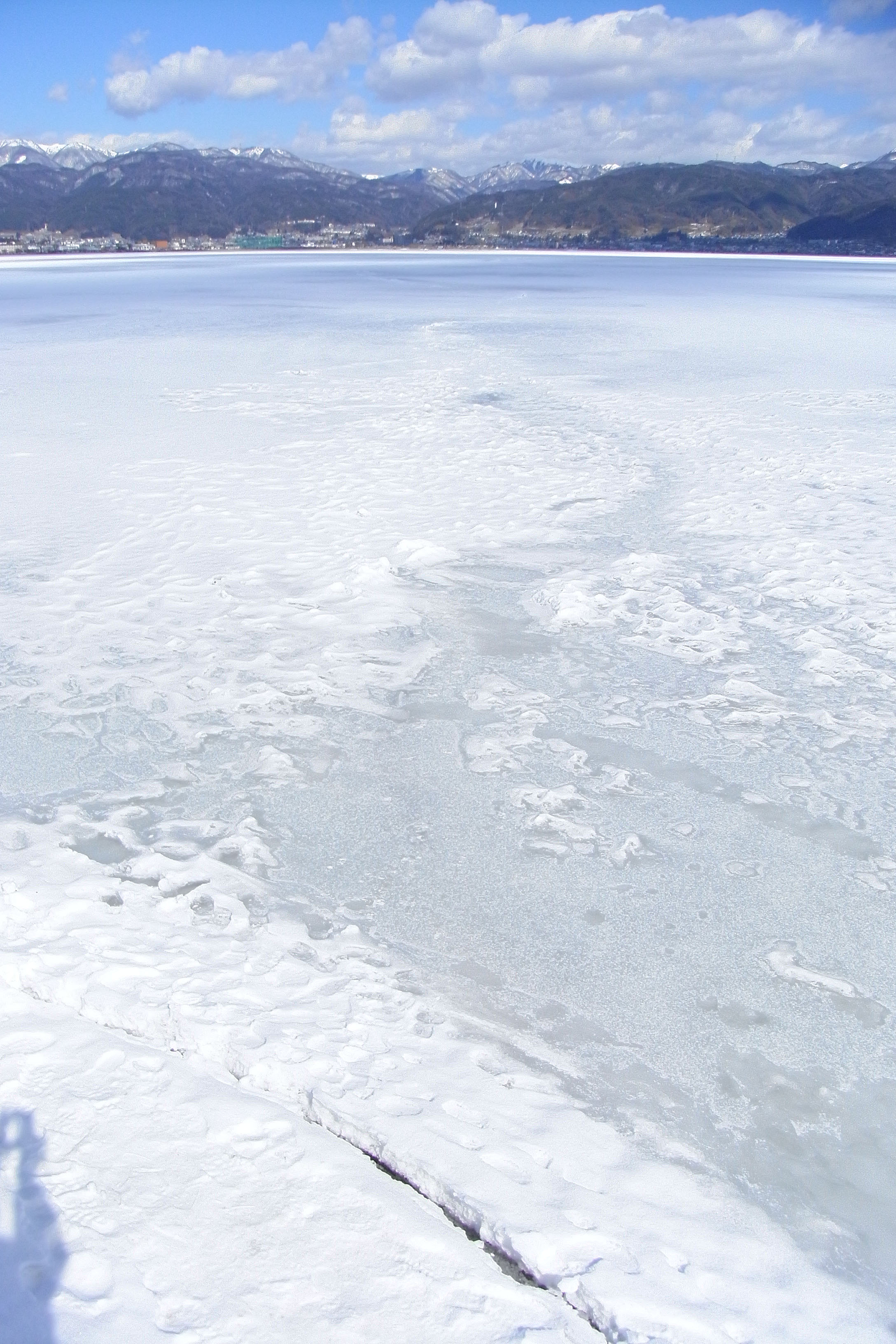
御神渡

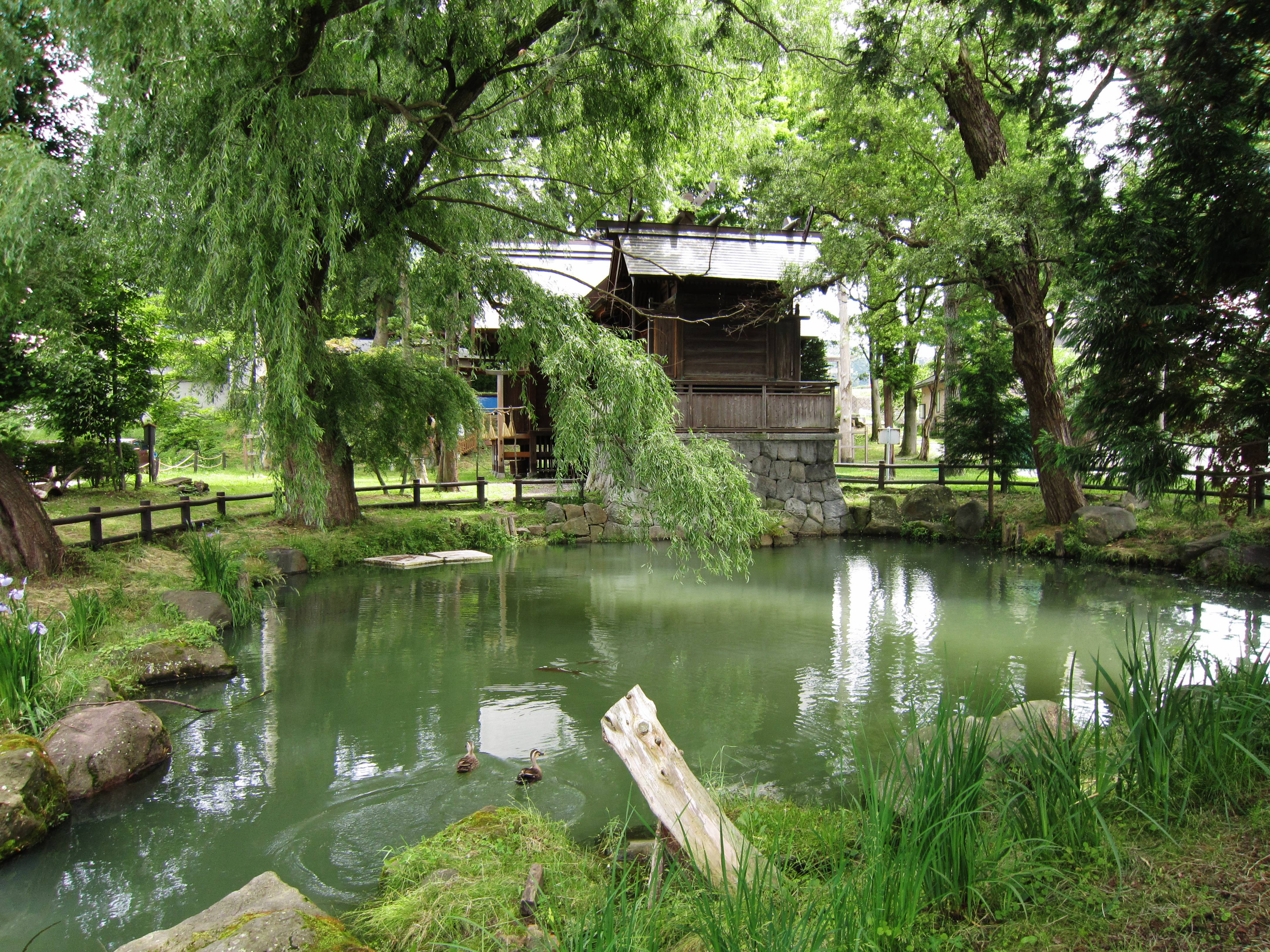
葛井の清池

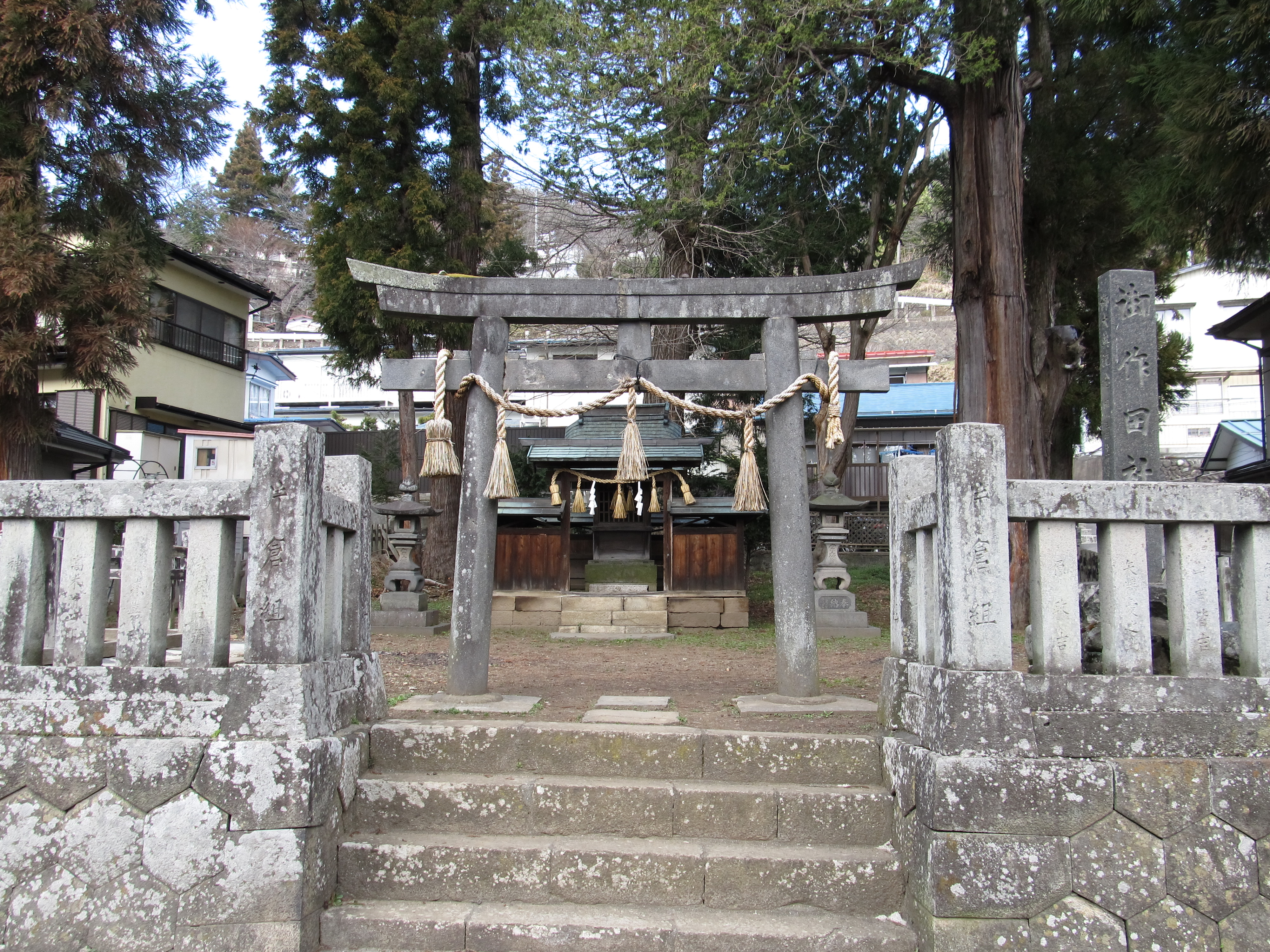
御作田社

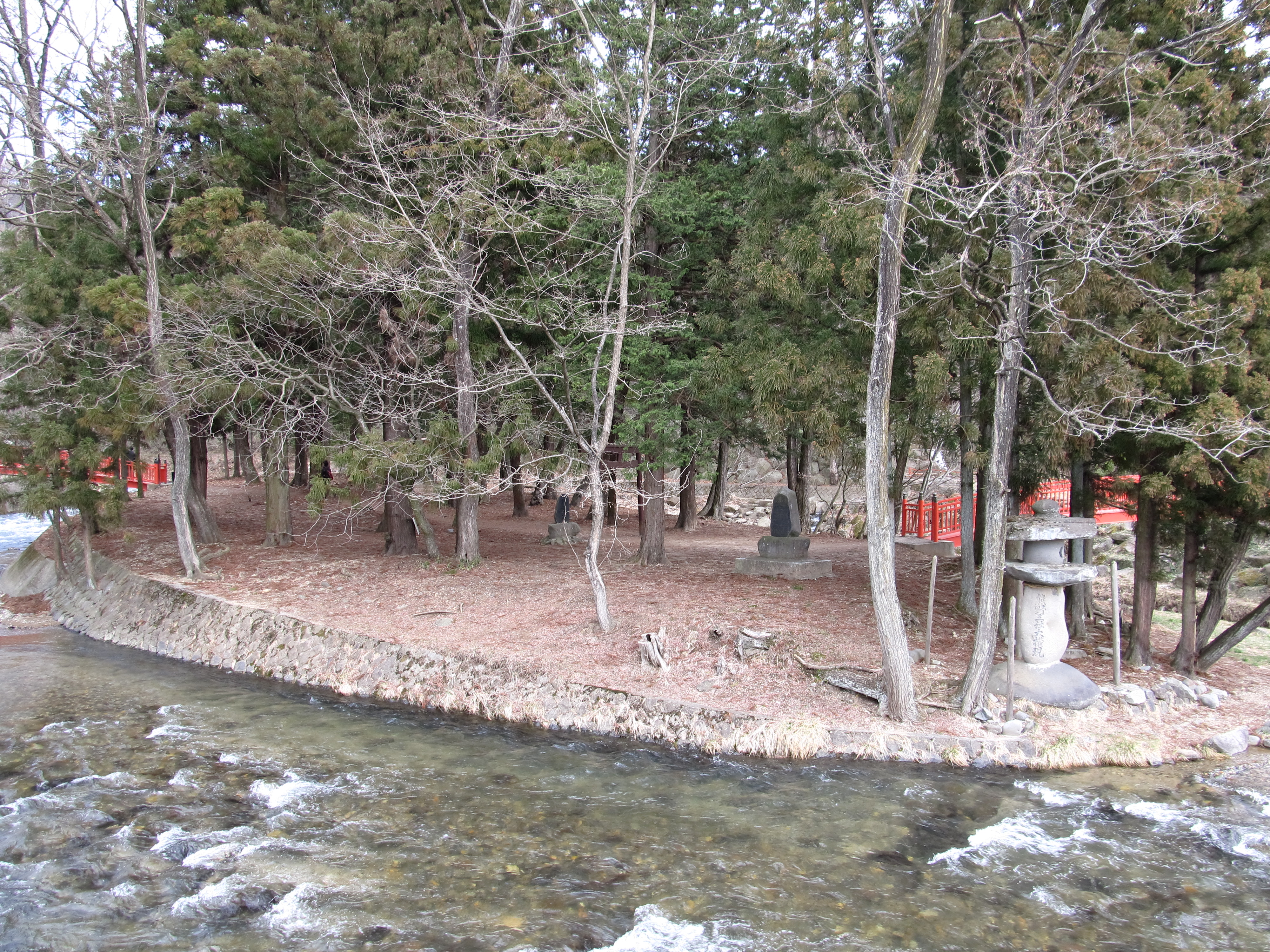
砥川の浮島

諏訪大社七不思議（すわたいしゃななふしぎ）とは、諏訪大社で言い伝えられている七不思議のことである。単に「諏訪の七不思議」とも言われる。一般に七不思議と言うと怪談話がイメージされる場合があるが、あくまで不思議な現象や事柄を扱った内容で怪談とは区別される。

## 概要
基本的には諏訪大社の行事・神事に関わる不思議な現象を指すが（特に諏訪大社の神事は数が多いことと、奇異なことで有名である）、蛙狩神事のように行事自体を指す物もある。そして信憑性の低い物もあれば、御神渡（おみわたり）のように現代において科学的に説明ができる物まで様々な物が存在する。一般に諏訪大社の七不思議と言うと以下の7つを指す。
- 御神渡
- 元朝の蛙狩り
- 五穀の筒粥
- 神野の耳裂け鹿
- 葛井の清池
- 御作田の早稲
- 宝殿の天滴

しかし、実際には上社と下社で重複を含め別々に七不思議が存在し、計11個が存在する。

## 内容

### 上社 (かみしゃ)
元朝の蛙狩り
蛙狩神事において、御手洗川の氷を割ると必ず2、3匹のカエルが現れる。蛙狩神事そのものを指すこともある。
神野の耳裂鹿
御頭祭では神前に75頭の鹿の頭を供えたが、毎年必ず1頭は耳の裂けた鹿がいたという。
葛井の清池
葛井神社（茅野市）の池に、上社で1年使用された道具や供物を大晦日の夜に沈めると、元旦に遠州（静岡県）の佐奈岐池に浮く。また、この池には池の主として片目の大魚がいるとされている。
宝殿の天滴
どんなに晴天が続いても上社宝殿の屋根の穴からは1日3粒の水滴が落ちてくる。日照りの際には、この水滴を青竹に入れて雨乞いすると必ず雨が降ったと言われる。
御神渡
諏訪湖#御神渡りを参照。
御作田の早稲
藤島社（諏訪市中洲）の御作田は6月30日に田植えをしても7月下旬には収穫できたと言う。6月30日の田植え神事そのものを指すこともある。下社とは厳密には違う。
穂屋野の三光
御射山祭の当日は、必ず太陽・月・星の光が同時に見えると言う。

### 下社 (しもしゃ)
根入杉
秋宮境内の大杉。丑三つ時になると、枝を垂らして鼾を掻いて寝たという。
湯口の清濁
八坂刀売命が下社に移る時、化粧用の湯を含ませた綿を置いた場所から温泉が湧き出したという伝承。現在の下諏訪温泉。この湯に邪悪人が入ると湯口が濁ると伝えられている。
五穀の筒粥
春宮境内筒粥殿で行われる行事。1月14日から15日にかけ、炊いた小豆粥で1年の吉兆を占う。
浮島
たびたび氾濫した砥川にあって、決して土が流れて無くならなかった島のこと。
御神渡
上述
御作田の早稲
御作田社における上社と同様の伝承。
穂屋野の三光
#上社を参照